# Єщенко Андрій Олегович
Андрі́й Оле́гович Є́щенко (рос. Андрей Олегович Ещенко, нар. 9 лютого 1984, Іркутськ) — російський футболіст, захисник. Грає на позиції правого крайнього захисника.
Володар Кубка України з футболу 2006 року. Виступав за київське «Динамо», дніпропетровський «Дніпро» та київський «Арсенал».

## Міжнародна кар'єра
| Дата       | Місто           | Господарі | Результат | Гості          | Турнір                  | Голи | Примітки |
| ---------- | --------------- | --------- | --------- | -------------- | ----------------------- | ---- | -------- |
| 11-09-2012 | Рамат-Ган       | Ізраїль   | 0 – 4     | Росія          | Відбір до ЧС 2014       | -    | 50'      |
| 12-10-2012 | Москва          | Росія     | 1 – 0     | Португалія     | Відбір до ЧС 2014       | -    | 65'      |
| 16-10-2012 | Москва          | Росія     | 1 – 0     | Азербайджан    | Відбір до ЧС 2014       | -    |          |
| 14-11-2012 | Краснодар       | Росія     | 2 – 2     | США            | товариський матч        | -    |          |
| 06-02-2013 | Марбелья        | Ісландія  | 0 – 2     | Росія          | товариський матч        | -    |          |
| 25-03-2013 | Лондон          | Росія     | 1 – 1     | Бразилія       | товариський матч        | -    | 87'      |
| 15-11-2013 | Дубай           | Росія     | 1 – 1     | Сербія         | товариський матч        | -    | 62'      |
| 19-11-2013 | Дубай           | Росія     | 2 – 1     | Південна Корея | товариський матч        | -    | 57'      |
| 05-03-2014 | Краснодар       | Росія     | 2 – 0     | Вірменія       | товариський матч        | -    | 46'      |
| 26-05-2014 | Санкт-Петербург | Росія     | 1 – 0     | Словаччина     | товариський матч        | -    | 46'      |
| 31-05-2014 | Осло            | Норвегія  | 1 – 1     | Росія          | товариський матч        | -    | 46'      |
| 06-06-2014 | Москва          | Росія     | 2 – 0     | Марокко        | товариський матч        | -    |          |
| 17-06-2014 | Куяба           | Росія     | 1 – 1     | Південна Корея | ЧС 2014 - груповий етап | -    |          |
| 22-06-2014 | Ріо-де-Жанейро  | Бельгія   | 1 – 0     | Росія          | ЧС 2014 - груповий етап | -    | 62'      |
| Усього     |                 | Матчів    | 14        |                | Голів                   | 0    |          |

## Титули і досягнення
- Володар Кубка України (1):

«Динамо»: 2005-06
- Володар Суперкубка України (1):

«Динамо»: 2006
- Чемпіон Росії (1):

«Спартак» (Москва): 2016-17
- Володар Суперкубка Росії (1):

«Спартак» (Москва): 2017